# Moldavia en los Juegos Olímpicos de Los Ángeles 2028
Moldavia participará en los Juegos Olímpicos de Los Ángeles 2028. Responsable del equipo olímpico es el Comité Nacional Olímpico y Deportivo de la República de Moldavia, así como las federaciones deportivas nacionales de cada deporte con participación.